# Kgoro
Kgoro is een dorp in het district Southern in Botswana. De plaats telt 711 inwoners (2011).